# La Fabrique de films
 (avril 2021).
Si vous disposez d'ouvrages ou d'articles de référence ou si vous connaissez des sites web de qualité traitant du thème abordé ici, merci de compléter l'article en donnant les références utiles à sa vérifiabilité et en les liant à la section « Notes et références ».
La Fabrique de films est une société française de production et de distribution de cinéma, cofondée en juillet 2003 par Vérane Frédiani, ex-animatrice du Journal du Cinéma sur la chaîne de télévision Canal+, et Franck Ribière. 
La société distribue principalement des films étrangers en France, tels que Le Crime farpait d'Alex de la Iglesia, ou le documentaire Rize de David LaChapelle.
En 2013, la société est radiée du Registre du Commerce et des Sociétés (RCS).

## Filmographie en tant que distributeur
- 2004 : Incident au Loch Ness
- 2004 : L'Amour, six pieds sous terre
- 2004 : Adorable Julia
- 2004 : Nous étions libres
- 2005 : Mortuary
- 2005 : Le Crime farpait
- 2005 : Disparitions
- 2005 : Milwaukee, Minnesota
- 2005 : The Descent
- 2005 : Rize
- 2006 : Fast Food Nation
- 2006 : Severance
- 2006 : Chacun sa nuit
- 2006 : Antibodies
- 2006 : Paris je t'aime
- 2006 : Duelist
- 2006 : Girls in America
- 2006 : Marock
- 2007 : Jane
- 2007 : Control
- 2007 : Mr. Brooks
- 2007 : Jindabyne, Australie
- 2007 : À l'intérieur
- 2007 : Loin d'elle
- 2007 : Wilderness
- 2008 : Sleep Dealer
- 2008 : Eden Lake
- 2008 : Obscénité et Vertu
- 2008 : Bienvenue au cottage
- 2008 : Affaire de Famille
- 2008 : Crimes à Oxford
- 2008 : Dancing Queens
- 2009 : I Am Because We Are
- 2009 : Last Chance for Love
- 2009 : The Square
- 2010 : Thelma, Louise et Chantal